# Guadalupe Shuncalá
Guadalupe Shuncalá är en ort i Mexiko.   Den ligger i kommunen San Cristobal De Casas och delstaten Chiapas, i den sydöstra delen av landet, 800 km öster om huvudstaden Mexico City. Guadalupe Shuncalá ligger 2 347 meter över havet och antalet invånare är 229.
Terrängen runt Guadalupe Shuncalá är kuperad. Runt Guadalupe Shuncalá är det ganska tätbefolkat, med 129 invånare per kvadratkilometer. Närmaste större samhälle är Teopisca, 13,4 km sydväst om Guadalupe Shuncalá. I omgivningarna runt Guadalupe Shuncalá växer i huvudsak städsegrön lövskog.